# Órgano de Poblet

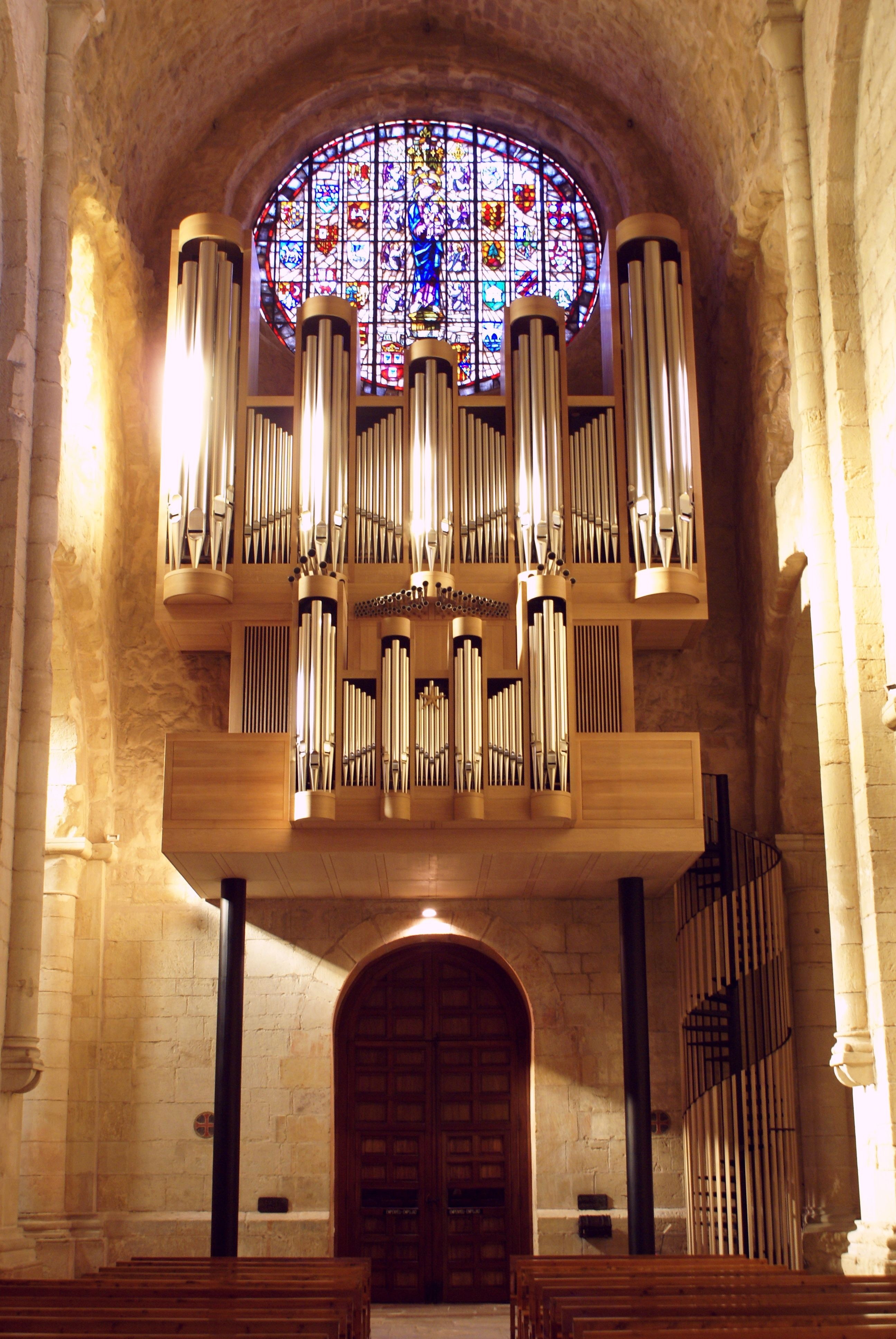
Órgano Metzler de Poblet (2012)

El nuevo órgano Metzler del monasterio de Poblet (2012), construido por la firma suiza Metzler Orgelbau AG y financiado por la Fundación Catalunya Caixa, está situado al fondo de la iglesia abacial (s. XII), sobre la entrada principal. Tanto su concepción como su construcción son inéditas en España. Fue bendecido el día 24 de noviembre de 2012 por el P. José Alegre Vilas, abad de Poblet, y el concierto inaugural tuvo lugar el día 7 de diciembre de 2012 a cargo de Olivier Latry, organista titular de la Catedral de Notre-Dame de París. Sustituye al órgano Alberdi de transmisión eléctrica construido en 1961, situado en el segundo arco después del crucero, a ambos lados del coro, partido en dos cuerpos, y desmantelado en 2011 por su estado de deterioro.

## Descripción técnica
Es un órgano de composición y armonización barrocas, con 61 registros repartidos en tres teclados manuales y pedal. El número de tubos es de unos 3.500, el mayor de los cuales tiene unos 5 metros de longitud, y 1 centímetro el más pequeño. Secreto construido en roble. Teclado de transmisión mecánica suspendida. Transmisión de notas totalmente mecánica. Caja de roble macizo, diseñada de acuerdo con la sobria estética cisterciense de la iglesia abacial de Poblet.

## Dimensiones del instrumento
Altura: 8,70 m 

Anchura: 7,20 m 

Profundidad: 4,10 m 

Peso aproximado: 15 toneladas
Se han empleado unas 16.500 horas de trabajo para su construcción.

## Filosofía del organero
La firma Metzler construye sus instrumentos artesanalmente según el arte de los antiguos maestros organeros europeos, utilizando los materiales naturales que han demostrado su valor a lo largo de la historia. Produce, además, de forma autónoma todas las partes del órgano (tubos, caja, técnica, equipamiento).

## Concepción tonal
La noción de «órgano barroco» es muy vaga. El barroco produjo una ingente variedad de tipos de órgano, desarrollando cada país su propio estilo, influenciado a su vez por la práctica musical local. Los órganos barrocos de España, Francia, Alemania, Inglaterra muestran grandes diferencias relativas a su diseño, su composición, su armonización e incluso el número y extensión de los teclados. Esta diversidad hace que sea difícil interpretar, en un único instrumento, música de otro país o de otra tradición. Por ejemplo, no es del todo satisfactorio —o incluso factible, según el caso— tocar música alemana en un órgano ibérico, o, al revés, música ibérica en un órgano alemán. Cualquier obra musical suena siempre más adecuadamente cuando se interpreta en un instrumento perteneciente a su misma tradición. Los organistas de hoy en día conocen un amplio y diverso repertorio, y su deseo es interpretar cada obra de manera convincente, sin por ello tener que viajar por toda Europa para disponer del instrumento apropiado a cada estilo y tradición musical. Esta exigencia la cubre el nuevo órgano de Poblet, que no es una copia de un determinado estilo, sino que ha sido concebido como una síntesis equilibrada de los más importantes elementos de los órganos barrocos europeos; un instrumento verdaderamente interregional, cuya riqueza sonora permitirá la interpretación de todo tipo de música barroca, así como de otras épocas, de la manera más auténtica y ajustada posible a la original. En el centro de esta concepción está la música del más grande compositor del barroco: J. S. Bach. Sin embargo, como se puede observar por su composición sonora, además de las características propiamente alemanas, este órgano está provisto de los elementos necesarios para la ejecución de la música francesa, ibérica, del barroco tardío, el primer romanticismo y de la época moderna.

## Objetivo
El resultado final es un órgano de gran valor artístico, que puede abrir nuevos horizontes a la actividad musical en nuestro país. Sin embargo, el objetivo más importante es que con su sonoridad tan bella mueva, con todas las emociones que pueden suscitar la música y la fe, los corazones de todos aquellos que lo escuchen, ayude y dignifique la ejecución del canto coral de la comunidad monástica que le dará vida y aporte su contribución al diálogo entre fe y cultura.

## Disposición sonora
| I. Rückpositiv | (C-g3) | II. Hauptwerk  | (C-g3) |
|                |        |                |        |
| Prestant       | 8'     | Prestant       | 16'    |
| Quintade       | 8'     | Bourdon        | 16'    |
| Bourdon        | 8'     | Principal      | 8'     |
| Octave         | 4'     | Viola          | 8'     |
| Rohrflöte      | 4'     | Rohrflöte      | 8'     |
| Nasard         | 2 2/3' | Octave         | 4'     |
| Doublette      | 2'     | Holzflöte      | 4'     |
| Terz           | 1 3/5' | Quinte         | 2 2/3' |
| Larigot        | 1 1/3' | Superoctave    | 2'     |
| Sesquialter    | II     | Mixtur major   | IV     |
| Scharf         | IV     | Mixtur minor   | III    |
| Trompete       | 8'     | Cornet         | V      |
| Cromorne       | 8'     | Fagott         | 16'    |
|                |        | Trompette      | 8'     |
| Tremulant      |        | Clairon        | 4'     |
| Zimbelstern    |        |                |        |
|                |        | Tremulant      |        |
|                |        |                |        |
| III. Unterwerk | (C-g3) | I – II         |        |
|                |        | III – II       |        |
| Gambe          | 8'     |                |        |
| Unda maris     | 8'     |                |        |
| Hohlflöte      | 8'     |                |        |
| Holzgedackt    | 8'     | P. Pedalwerk   | (C-f1) |
| Prestant       | 4'     |                |        |
| Salicet        | 4'     | Untersatz      | 32'    |
| Traversflöte   | 4'     | Principalbass  | 16'    |
| Octave         | 2'     | Subbass        | 16'    |
| Waldflöte      | 2'     | Octavbass      | 8'     |
| Sifflöte       | 1'     | Violabass (HW) | 8'     |
| Cornett        | III    | Choralbass     | 4'     |
| Zimbel         | III    | Bauernflöte    | 2'     |
| Oboe           | 8'     | Rauschpfeife   | V      |
| Vox humana     | 8'     | Bombarde       | 16'    |
|                |        | Fagott (HW)    | 16'    |
| Tremulant      |        | Trompete       | 8'     |
| Rossignol      |        | Trompete       | 4'     |
|                |        |                |        |
| Batalla        |        | I – P          |        |
| Trompeta       | 8'     | II – P         |        |
| Clarín         | 4'     | III – P        |        |
|                |        | III 4' – P     |        |

## Ficha técnica
- ÓRGANO

Metzler Orgelbau AG, año 2012
Diseño y armonización: Andreas Metzler
Construcción: Mathias Metzler
 Colaboradores:
Disposición sonora: Josep Antoni Peramos, O. Cist., organista
Coordinación: Jordi Portal, arquitecto
Dirección técnica como experto: Joan Carles Castro, maestro organero
- TRIBUNA Y ESCALERA

Maestro de obras: Trinitat Teixidor
Construcción: Joan Velasco
Ebanistería: Taller Joan Carles Castro, organero